# 学术专业化
学术专业化（Academic specialization）既可能是學術機構的學習課程或專業，也可能是指專家實踐的領域。就教育工作者而言，學術專長與他們專攻和教授的學科有關。
学术专业化被認為是客觀真理的先決條件，通過嚴格的方法論和深入的研究來抵消思想折衷主義的傾向。 学术专业化也被用作一種信息管理策略，通過將問題分解到不同的領域或專業領域來獲取真相。近年來，一種新的專業化途徑是双主修（double majoring），這是一種允許更多樣化地接觸大學課程的方式。

## 政策
隨著人類積累的知識量變得太大，學術界出現了越來越多的專業化作為回應。 在某些情況下，這一概念是從國家政策制定中產生的，以追求國家競爭力等目標。例如，英國通過建立帝國理工學院開始協調學術專業化，以在科技教育領域趕上美國和德國。 类似的例子还有世界一流大学和一流学科建设。